# Спіральний віадук у Брузіо
46°15′14″ пн. ш. 10°07′40″ сх. д. / 46.25388889° пн. ш. 10.12777778° сх. д.
Спіральний віадук у Брузіо (італ. Viadotto elicoidale di Brusio, нім. Kreisviadukt Brusio, фр. Viaduc hélicoïdal de Brusio) — дев'ятиарковий одноколійний кам'яний залізничний міст, частина спіральної залізничної петлі, побудовано для зменшення градієнту нахилу до планованого максимального 7 %. Знаходиться біля населеного пункту Брузіо, кантон Граубюнден, Швейцарія. У складі Бернінабану Ретійської залізниці, яка є об'єктом Світової спадщини ЮНЕСКО.
Через віадук проходить маршрут Берніна-Експресу.

## Розташування
Віадук знаходиться на ділянці Бернінабану (Санкт-Моріц, Швейцарія — Тірано, Італія), яка нині є частиною Ретійської залізниці, між станціями Брузіо і Кампашіо, приблизно у 55 км від кінцевої станції у Санкт-Моріц.
Аналогічний віадук є у Німеччині в місті Рендсбург.
Єдиним аналогом серед автомобільних доріг з перетином дороги самої себе на різних рівнях є поворот «Петля краватки» на перевалі на Мальорці.

## Історія
Кам'яний віадук було відкрито 1 липня 1908, одночасно із запуском в експлуатацію перегону Тірано — Поск'яво. Будівництво вела Бернінська залізнична компанія, але у 1943 році вона була придбана Ретійською залізницею.

## Технічні дані
Віадук має довжину 115,8 м, висоту 17 м і складається з 9 аркових прогонів по 10,8 м . Горизонтальний радіус вигину становить 70 метрів, поздовжній нахил — 7 %.
Ширина колії — 1000 мм, електрифікація — 1000 В постійного струму.

## Ресурси Інтернету
- Brusio Circular Viaduct в базі Structurae

- Webcam overlooking Brusio spiral viaduct [Архівовано 3 грудня 2014 у Wayback Machine.]